# اسلام‌آباد (نصرت‌آباد، دو)
اسلام‌آباد روستایی در دهستان نصرت‌آباد بخش نصرت‌آباد شهرستان زاهدان استان سیستان و بلوچستان ایران است.

## جمعیت
بر پایه سرشماری عمومی نفوس و مسکن در سال ۱۳۹۵ جمعیت این مکان ۲۹۷ نفر (۱۱۱ خانوار) بوده‌است.